# Kis-Berda-barlang
A Kis-Berda-barlang a Duna–Ipoly Nemzeti Parkban lévő Pilis hegységben, a Csúcs-hegyen található egyik barlang, amelynek bejárata kötéltechnikai eszközök alkalmazásával érhető el.

## Leírás
Csobánka szélén, a Csúcs-hegy északnyugati, felhagyott mészkőbányájának (a kőfejtőben található egy Berda József emlékét őrző emléktábla) keleti oldalában, a sziklafal felső harmadában, körülbelül 10 méter magasságban helyezkedik el a látványos, messziről is jól látható bejárata. A bejárat kötéltechnikai eszközök alkalmazásával érhető el. Felülről ereszkedéssel, alulról sziklamászással.
A 20 méter hosszú barlang felső triász dachsteini mészkőben, valószínűleg freatikus körülmények között jött létre. A bejárati fülkéből kúszva lehet eljutni a barlang belsőbb részeibe, ahol a lejtő folyosókat kis teremszerű kiszélesedések kötik össze. Az első kiszélesedésnél egy keresztirányú, négy méter magas, szűk hasadék található, de ezt leszámítva a barlangra a lapos keresztmetszet jellemző. Nincs sok ásványkiválás a barlangban, amelynek végpontjáról elszűkülő járatok vezetnek több irányba. Kutatás szempontjából nem nagyon jelentős, de felkeresni és megnézni érdemes.
Előfordul a barlang az irodalomban Berda-emlékmüi-barlang (Kraus 1997) és Kis Berda barlang (Kucsera 1993) neveken is. 1997-ben volt először Kis-Berda-barlangnak nevezve a barlang az irodalmában.

## Kutatástörténet
1988-ban az Aragonit Barlangkutató Csoport kutatta. A barlangnak nem volt bejárata, csak egy kis gömbfülke volt a sziklamászó helyen. A fülkében lévő kevés agyagban egy körülbelül három méter magas fa nőtt. Légréses fülkéket találtak, amikor kivették a fát és az agyagot négy méter hosszig kitermelték. 1992-ig nyolc méter hosszig fedezték fel. Az Aragonit Barlangkutató és Természetbarát Egyesület tervezte, hogy 1993-ban folytatja a kutatását és lezárja a bejáratot. 1996-ig nyolc méter hosszú kuszoda volt, amelynek végpontján 1996-ban négy méterrel túljutottak.
1997. március 27-én Regős József felmérte a barlangot és a felmérés alapján Kraus Sándor 1997. március 29-én megrajzolta alaprajz barlangtérképét, amely 1:100 méretarányban lett szerkesztve. 1997. májusban Kraus Sándor rajzolt helyszínrajzot, amelyen a Csúcs-hegy barlangjainak földrajzi elhelyezkedése van ábrázolva. A rajzon látható a Kis Berda névvel jelölt barlang földrajzi elhelyezkedése. Kraus Sándor 1997. évi beszámolójában az olvasható, hogy az 1997 előtt is ismert Kis-Berda-barlangnak (Berda-emlékmüi-barlang) 1997-ben készült el a térképe. A jelentésbe bekerült az 1997-es helyszínrajz.